# Stor-Nästjärnen, Dalarna
Stor-Nästjärnen är en sjö i Älvdalens kommun i Dalarna och ingår i Dalälvens huvudavrinningsområde. Sjön har en area på 0,0439 kvadratkilometer och ligger 383,3 meter över havet.

## Delavrinningsområde
Stor-Nästjärnen ingår i det delavrinningsområde (678161-138537) som SMHI kallar för Ovan Svartgessibäck. Medelhöjden är 393 meter över havet och ytan är 5,56 kvadratkilometer. Räknas de 6 avrinningsområdena uppströms in blir den ackumulerade arean 93,94 kvadratkilometer. Tennan som avvattnar avrinningsområdet har biflödesordning 4, vilket innebär att vattnet flödar genom totalt 4 vattendrag innan det når havet efter 406 kilometer. Avrinningsområdet består mestadels av skog (81 procent). Avrinningsområdet har 0,04 kvadratkilometer vattenytor vilket ger det en sjöprocent på 0,8 procent.